# Niklas Sundin
Niklas Sundin (Svezia, 13 agosto 1974) è un chitarrista svedese.

## Carriera
Ha suonato nel gruppo melodic death metal Dark Tranquillity e nei Laethora. Ha scritto anche i testi per i primi album dei Dark Tranquillity e per i primi tre album del gruppo melodic death metal In Flames.
È il fondatore della Cabin Fever Media, che si occupa della realizzazione di copertine di album, prettamente in ambito metal, per la quale ha anche pubblicato una raccolta di copertine e bozze inedite. Tra i gruppi principali con cui ha collaborato compaiono Sentenced, Spiritual Beggars, Turisas e Arch Enemy.

## Discografia

### Con i Dark Tranquillity
- 1989 - Enfeebled Earth (singolo pubblicato col titolo Septic Broiler)
- 1991 - Trail of Life Decayed (demo)
- 1992 - A Moonclad Reflection (EP)
- 1993 - Tranquillity (demo, include Trail of Life Decayed e A Moonclad Reflection)
- 1993 - Skydancer
- 1995 - Of Chaos and Eternal Night
- 1995 - The Gallery
- 1996 - Enter Suicidal Angels
- 1997 - The Mind's I
- 1998 - The World Domination (video)
- 1999 - Projector
- 2000 - Skydancer/Of Chaos and Eternal Night (riedizione)
- 2000 - Haven
- 2002 - Damage Done
- 2003 - Live Damage (DVD)
- 2004 - Exposures - In Retrospect and Denial (compilation)
- 2004 - Lost to Apathy (EP)
- 2005 - Character
- 2007 - Fiction

### Altri
- 2007 - March of the Parasite (Laethora, non ancora pubblicato)

### Collaborazioni
- 2006 - Gallows Gallery (Sigh, chitarra solista in una traccia)

## Copertine di album
Ablaze my Sorrow
- Anger, Hate, Fury

Aephanemer
- Prokopton

Ajattara
- ITSE
- Kuolema
- Tyhjyys

Agregator
- A Semmi Ágán
- Szürkület

Alas
- Absolute Purity

Amethyst
- Dea Noctilucae

Amortis
- Gift of Tongues

...And Oceans
- A.M.G.O.D.

Andromeda
- Extension of the Wish
- Crescendo of Thoughts
- Chimera

Arch Enemy
- Wages of Sin
- Burning Angel (EP)
- Anthems of Rebellion
- Dead Eyes See No Future (EP)
- Live Doomsday (DVD)

Arise
- The Godly Work of Art
- Kings of the Cloned Generation

Armageddon
- Embrace the Mystery

As Memory Dies
- Transmutate

Autumnblaze
- DämmerElbenTragödie
- Words Are Not What They Seem

Callennish Circle
- Flesh Power Dominion
- My Passion // Your Pain
- Forbidden Empathy

Charon
- Tearstained
- Downhearted
- Little Angel (EP)

Ceremonial Oath
- The Lost Name of God (EP)

Corporation 187
- Perfection in Pain

Dark Tranquillity
- Haven
- Projector
- Skydancer/Of Chaos and Eternal Night
- Haven
- Damage Done
- Exposures
- Lost to Apathy
- Character
- Fiction

Dawn of Relic
- Lovecraftian Dark

Deadsoil
- Sacrifice

Detonation
- An Epic Defiance
- Portals to Uphobia

Dimension Zero
- Silent Night Fever
- This is Hell

Dominion Caligula
- debut album

Dragonland
- Astronomy

Dreamaker
- Human Device

Empyrium
- Weiland

Enforsaken
- The Forever Endeavour

Enter Chaos
- Aura Noir

Enter my Silence
- Remotecontrolled Scythe

Entwine
- Gone
- New Dawn

Eternal Tears of Sorrow
- Chaotic Beauty
- The Virgin and the Whore
- The Last One for Life (EP)

Ethereal Spawn
- Ablaze in Viral Flames

Eventide
- Caress the Abstract
- Promo 2000
- No Place Darker
- Diaries from the Gallows

Eyetrap
- Folk Magic

Fields of Asphodel
- Deathflower

Flowing Tears
- Jade

Fragments of Unbecoming
- Sterling Black Icon

Gardenian
- Sindustries
- Soulburner

Green Carnation
- Journey to the End of the Night
- Light of Day, Day of Darkness
- The Quiet Offspring

Harm
- Devil

Hortus Animae
- Funeral Nation / 10 Years of Hortus Animae

Hypocrite
- Edge of Existence

In Flames
- The Tokyo Showdown
- Reroute to Remain
- Trigger
- Soundtrack to Your Escape
- The Quiet Place

Jeremy
- Edge on the History
- The 2nd Advent

Kayser
- Frame the World...Hang on the Wall

Kryptos
- Sprial Ascent

Lacrimas Produndere
- Ave End

Last Tribe
- The Uncrowned

Laethora
- March of the Parasite

Lost Horizon
- Awakening the World

Love in the Time of Cholera
- The Sun Through Glass

Luciferion
- The Apostate

Lullacry
- Be My God

Madrigal
- Enticed (EP)
- I Die You Soar

Mercenary
- 11 Dreams

Mirrored Mind
- At Meridian

Moonsorrow
- Suden Udi

Mourning Caress
- Escape

My Blood is Fire
- The End of Innocence

Mörk Gryning
- Maelstrom Chaos

Naglfar
- Sheol

Narcissus
- Crave and Collapse

Nether Nova
- Overflow

Nightrage
- Sweet Vengeance

Novembre
- Classica

Opposite Sides
- Soul Mechanics

Passenger
- In Reverse (EP)

Pathos
- Katharsis

Red Aim
- Niagara

Rockateers
- Louder Than Ever (EP)

Sanctus
- Aeon Sky

Samadhi
- Incandescence

Satanic Slaughter
- Banished to the Underworld

Scaar
- The Second Incision

Scylla
- Mater Dolorosa

Shadownation
- Promo 2001

Sentenced
- Crimson
- Killing Me, Killing You (EP)

Silence
- Enola
- The P/O/U/R Letters

Sleeping X
- Sleeping X (EP)

Soultorn
- Masks

Spiritual Beggars
- Demons

Sunset Sphere
- Storm Before Silence

Supreme Majesty
- Tales of a Tragic Kingdom
- Danger

The Crest
- Letters from Fire

The Forsaken
- Traces of the Past

Thundra
- Blood of Your Soul

Thyrane
- Hypnotic

Thyrfing
- Vansinnesvisor

Time Requiem
- The Inner Circle of Reality

Turisas
- Battle Metal

Underthreat
- Deathmosphere

Urban Tales
- Signs of Times

Various Artists
- No Fashion Classics

Veneficum
- Enigma Prognosis

Vermin - Filthy Fucking Vermin
Witchery
- Symphony for the Devil (version americana)

Within Y
- Extended Mental Dimensions

Wolf
- Wolf (edizione tedesca)
- Moonshine (EP)